# Special Boat Service
Lo Special Boat Service (SBS) è l'unità di forze speciali del Naval Service inglese. Fa parte del gruppo United Kingdom Special Forces, assieme a Special Air Service (SAS), Special Reconnaissance Regiment (SRR), Special Forces Support Group (SFSG) e Special Forces Communicators (SFC).
Lo SBS è un'unità autonoma dei Royal Marines con base a Poole (Dorset), che condivide con 1 Assault Group Royal Marines e 148 (Meiktila) Battery Royal Artillery.

## Storia

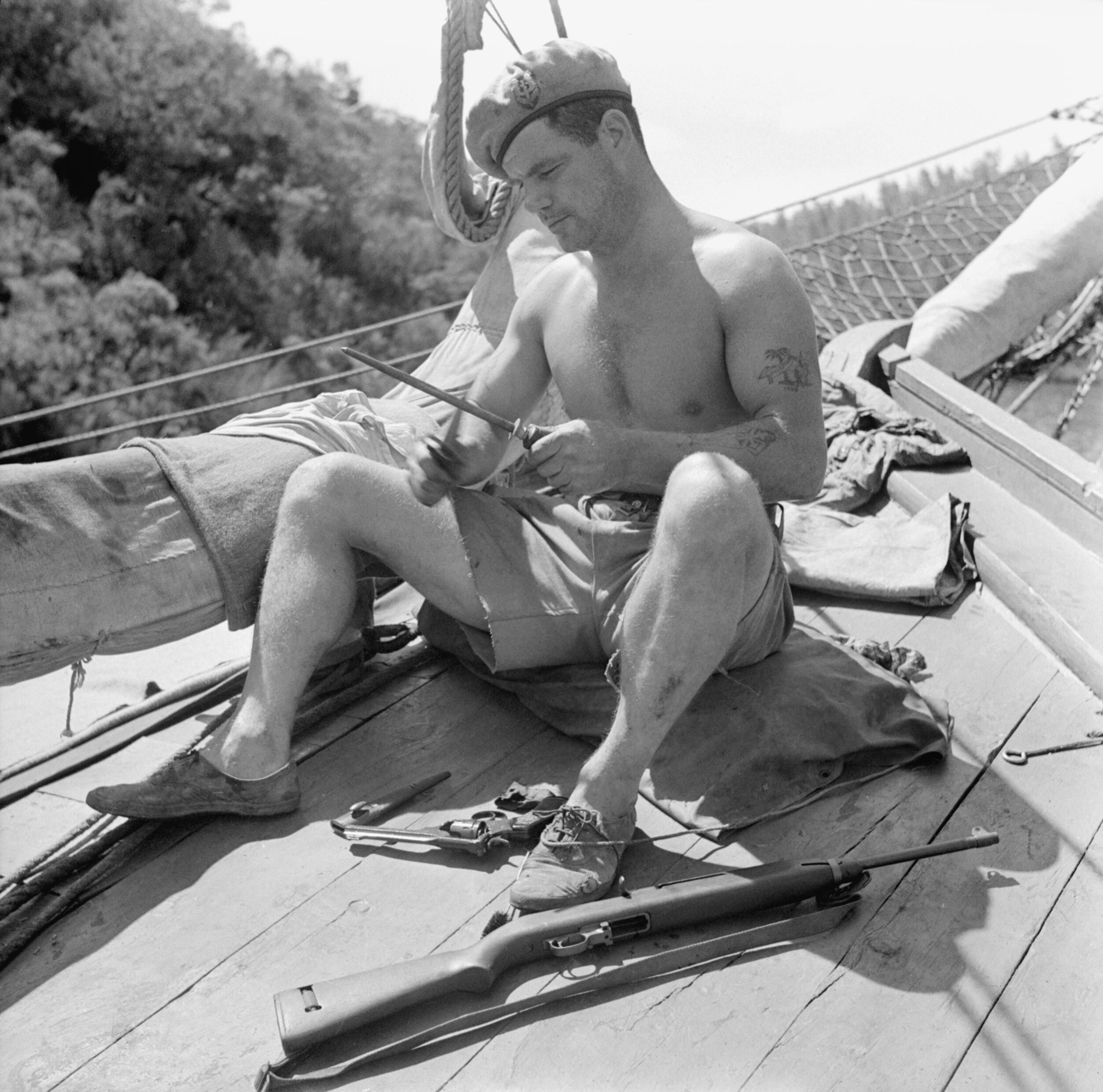
Il caporale Aubrey affila il suo coltello da combattimento mentre si prepara per il combattimento nel Mar Egeo nel 1944

Le sue origini risalgono alla seconda guerra mondiale quando nel 1940 fu costituita la Sezione Special Boat dell'Esercito. L'unità, sulle rive di Sannox, isola di Arran, fu inizialmente chiamata Folboat Troop, dal tipo di canoa pieghevole impiegata nelle operazioni di raid e poi ribattezzata No.1 Special Boat Section all'inizio del 1941.
Un Distaccamento pattuglie esplosive dei Royal Marines (RMBPD) fu formato il 6 luglio 1942 e con sede a Portsmouth.
Dopo la guerra, la Royal Navy formò forze speciali con diversi cambi di nome: la Special Boat Company fu adottata nel 1951.
Nel 1987 fu ribattezzata Special Boat Service e divennero parte del United Kingdom Special Forces Group, insieme allo Special Air Service e alla 14 Intelligence Company.
Nell'ottobre 2001, il pieno comando completo della SBS è stato trasferito dal comandante generale dei Royal Marines al comandante in capo della flotta.

## Ruolo
Lo SBS è perlopiù (ma non in via esclusiva) votato alle operazioni sul litorale e sulle fasce costiere, ed in particolare:
- ricognizione costiera
- ricognizione clandestina su spiagge [2] prima di un assalto anfibio
- preparazione clandestina del percorso di assalto (in circostanze identiche al punto precedente)
- protezione o ripristino di navi o impianti petroliferi soggetti ad attacco da parte di organizzazioni statuali e non
- antiterrorismo marittimo
- supporto a polizia e autorità doganali
- ricognizione speciale
- assalto a bersagli confermati
- protezione / scorta di VIP.